# 拟金彩蝇属
拟金彩蝇属（学名：Metalliopsis）为鼻蠅科的一个属，之前屬於丽蝇科。本属曾经被多数学者列为金彩蝇属（Metallea）的同物异名，这两个属据以描述的模式种都是独模，又都是雌性，之后虽然补记了雄性，但一直未见到明确的对雄性尾器的描述。Peris（1952）对本属进行整理时，也未能对雄性外生殖器开展研究，仅仅是把这一大类外形近似的种因都在前胸侧板中央凹陷有黄色纤毛作为本属的关键特征。

## 下属物种
本属包括以下物种：
- Metalliopsis arabica Deeming, 2008
- 毛眉拟金彩蝇 Metalliopsis ciliilunula (Fang et Fan)
- 猬叶拟金彩蝇 Metalliopsis erinacea (Fang et Fan)
- 胖角拟金彩蝇 Metalliopsis inflata Fang et Fan
- 长尾拟金彩蝇 Metalliopsis producta (Fang et Fan)
- 喜马拟金彩蝇 Metalliopsis setosa Townsend